# Michel Comte

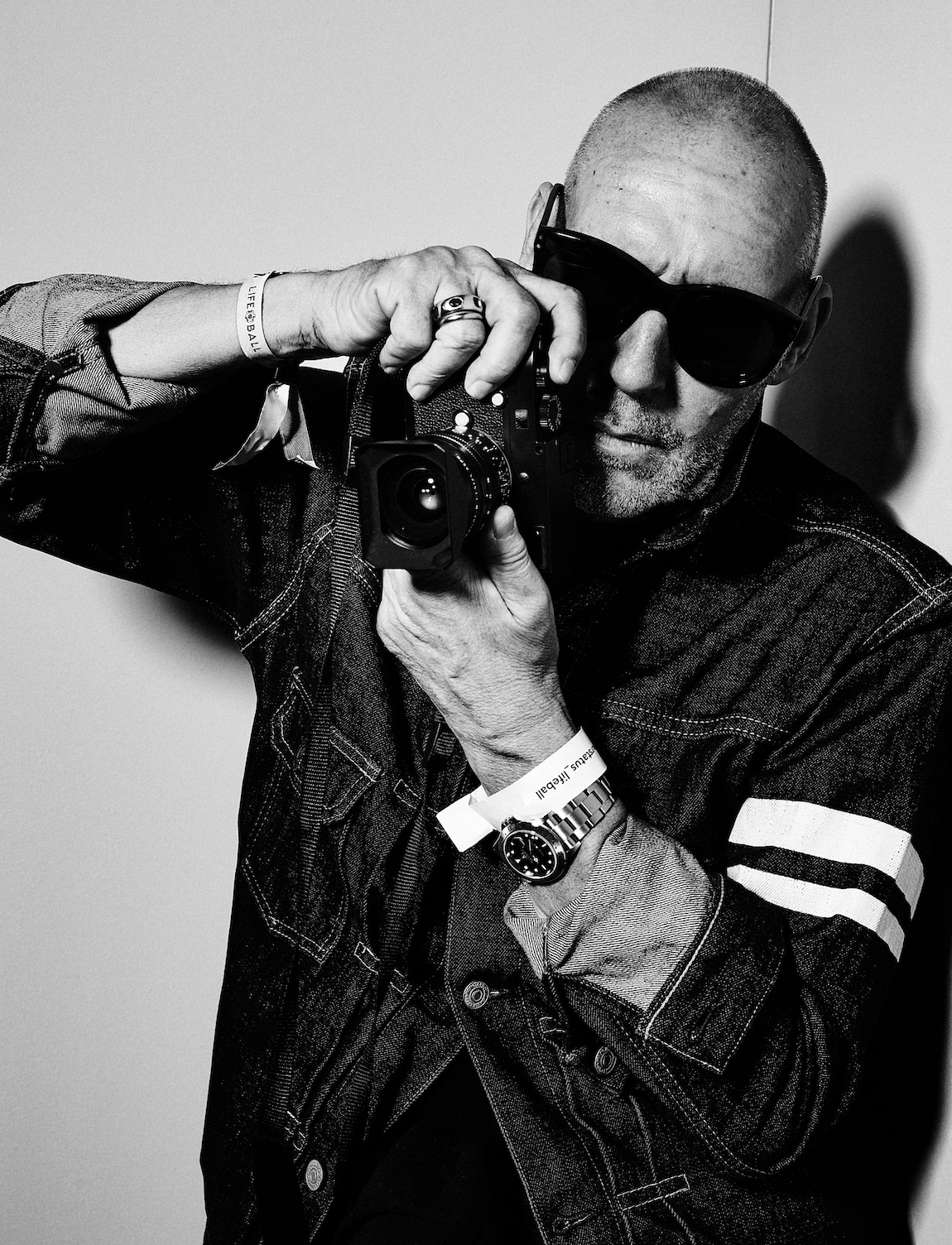
Michel Comte (2017)

Michel Comte (* 19. November 1954 in Zürich) ist ein Schweizer Fotograf und Künstler. Er ist der Enkel des Schweizer Flugpioniers Alfred Comte.

## Lebenslauf
Nach einer Ausbildung zum Restaurator arbeitete Comte zuerst bei der Zürcher Kunstgalerie Bruno Bischofberger und präsentierte sich danach als Fotograf beim Zürcher Modemacher Hannes B. Zu seinen bekanntesten Bildern gehört eine Schwarzweißfotografie des früheren Models Carla Bruni. Das Original dieses Bildes erreichte am 10. April 2008 bei einer Auktion von Christie’s einen Preis von 91'000 Dollar. Er hat auch viele Prominente wie Sophia Loren, George Clooney, Miles Davis oder Karl-Heinz Grasser abgebildet.
Comte ging als Restaurator nach Paris und arbeitete für Emanuel Ungaro. Es folgten Arbeiten für Karl Lagerfeld, der die Ungaro-Kampagne in Vogue gesehen hatte, danach für Armani, Dolce & Gabbana, Chloé, Nike, Versace, Gianfranco Ferré, Chanel und Lancôme, etwas später auch für BMW, Ferrari, Mercedes-Benz, Sony sowie Siemens.
Michel Comte hat Fotoprojekte für Museen und Galerien realisiert, arbeitet aber auch als Reporter für das Internationale Komitee vom Roten Kreuz.
Comte bearbeitet insbesondere das Thema Klimawandel und Gletscherschmelze. Er hatte grosse Solo-Ausstellungen im Maxxi-Museum in Rom, an der Triennale in Mailand (2017), in der Galerie Urs Meile in Bejing sowie in der Galerie Dirmiart in Istanbul.
Er wird international von der Galerie Urs Meile vertreten.
Comte lebt mit seiner Frau Ayako Yoshida in Zürich. Aus erster Ehe hat er zwei Kinder.